# Olivier Thill
Olivier Thill (ur. 17 grudnia 1996 w Luksemburgu) – luksemburski piłkarz, grający na pozycji ofensywnego pomocnika.

## Kariera piłkarska

### Kariera klubowa
W 2013 roku rozpoczął karierę piłkarską w FC Rodange 91. Po dwóch sezonach przeniósł się do Progrèsu Niedercorn. 29 sierpnia 2018 podpisał kontrakt z rosyjskim FK Ufa. 17 października 2020 roku jego umowa z Ufą została rozwiązana za obopólną zgodą. 30 grudnia 2020 zasilił skład ukraińskiej Worskły Połtawa.

### Kariera reprezentacyjna
W latach 2016–2017 był powoływany do młodzieżowej drużyny Luksemburga, w której zagrał w 7 oficjalnych meczach.
31 sierpnia 2017 roku zadebiutował w narodowej reprezentacji Luksemburga w wygranym 1:0 meczu eliminacyjnym do MŚ przeciwko Białorusi.

## Sukcesy i odznaczenia

### Sukcesy klubowe
Progrès Niedercorn
- wicemistrz Luksemburga: 2017/18